# Ruta 5 (TuBus)
La Ruta 5 es una línea del servicio de transporte público TuBus de la ciudad de Guatemala. Este recorre toda la zona 5 conectando este con la zona 1 y 4.

## Historia
La ruta fue anunciada el 21 de septiembre de 2022 como parte de una de las líneas del Transmetro, pero el 12 de marzo de 2024, la municipalidad de la ciudad de Guatemala lo cambió para el sistema TuBus. Ese mismo día comenzó sus operaciones con unidades de la ruta 104 del mismo sistema. Más tarde, el 29 de octubre de 2024 comienza a funcionar con buses nuevos totalmente eléctricos.

## Ruta y estaciones

### Ruta
| R5 | Ruta 5 |

### Estaciones
| Línea | Estación                            |
| ----- | ----------------------------------- |
| R5    | Estación Parque Colón               |
| R5    | Estación Matamoros                  |
| R5    | Estación Cipreses                   |
| R5    | Estación Jardines de la Asunción    |
| R5    | Estación Arrivillaga                |
| R5    | Estación Vivivien                   |
| R5    | Estación Mercado La Palmita         |
| R5    | Estación Palacio de los Deportes    |
| R5    | Estación Puente de la Penitenciaria |
| R5    | Estación La Palmita                 |
| R5    | Estación Parque Navidad             |

## Horarios
| Lunes a viernes   | Sábado            | Domingo           | Ref(s) |
| ----------------- | ----------------- | ----------------- | ------ |
| 6:00 a 18:00 hrs. | 6:00 a 18:00 hrs. | 6:00 a 18:00 hrs. | [ 6 ]  |